# Great Barrier Reef Airport
Great Barrier Reef Airport (engelska: Hamilton Island Airport) är en flygplats i Australien. Den ligger i kommunen Whitsunday och delstaten Queensland, omkring 890 kilometer nordväst om delstatshuvudstaden Brisbane. Great Barrier Reef Airport ligger 4 meter över havet. Den ligger på ön Hamilton Island.
Trakten är glest befolkad. 
Savannklimat råder i trakten. Genomsnittlig årsnederbörd är 1 680 millimeter. Den regnigaste månaden är mars, med i genomsnitt 436 mm nederbörd, och den torraste är september, med 10 mm nederbörd.